# Adrian Viveash
Adrian Lee Viveash (Swindon, 30 giugno 1969) è un allenatore di calcio ed ex calciatore inglese, di ruolo difensore.

## Caratteristiche tecniche
Nelle giovanili dello Swindon Town giocava come attaccante, venendo spostato in difesa solo negli ultimi anni prima dell'esordio in prima squadra; tuttavia, in alcune occasioni giocò anche da centrale di centrocampo (tra le quali anche il suo esordio tra i professionisti, il 15 settembre 1990), venendo comunque impiegato nella maggior parte delle occasioni come difensore centrale.

## Carriera

### Giocatore
Il suo esordio tra i professionisti avviene, come già detto, nell'insolita posizione di centrocampista centrale il 15 settembre 1990, in una partita del campionato inglese di seconda divisione tra il suo Swindon Town ed il Middlesbrough; Viveash, in difficoltà nella nuova posizione, viene nell'occasione sostituito al quarantesimo minuto del primo tempo. Nonostante questo esordio negativo, trova comunque spazio nel corso della stagione: totalizza infatti complessivamente 25 presenze in campionato (con anche un gol segnato) e 5 presenze nelle varie coppe nazionali; nella stagione 1991-1992 gioca invece 10 partite in campionato e 3 partite in Coppa di Lega, mentre nella stagione 1992-1993, che la sua squadra conclude conquistando la prima promozione in prima divisione della sua storia in seguito alla vittoria dei play-off, gioca 5 partite, trascorrendo inoltre alcuni mesi in prestito in terza divisione al Reading, con cui disputa 6 partite. Nella stagione 1993-1994, non essendo mai sceso in campo in prima divisione con lo Swindon Town (che peraltro concluderà il campionato retrocedendo immediatamente in seconda divisione), viene nuovamente ceduto in prestito a stagione in corso al Reading, dove con 5 presenze contribuisce alla vittoria del campionato di terza divisione. Nella stagione 1994-1995 segna poi 2 gol in 14 presenze in seconda divisione allo Swindon Town, che dopo un breve periodo in prestito al Barnsley (2 presenze ed una rete in seconda divisione) lo cede a titolo definitivo al Walsall, club di terza divisione.
Viveash per un lustro gioca da titolare nella difesa dei Saddlers, con cui nella stagione 1998-1999, al suo quarto campionato consecutivo di terza divisione nel club, conquista un secondo posto in classifica con conseguente promozione in seconda divisione, categoria in cui gioca quindi nella stagione 1999-2000, che si conclude però con un'immediata retrocessione in terza divisione, al termine della quale il difensore viene ceduto al Reading, lasciando così il Walsall dopo complessive 202 presenze e 13 reti in partite di campionato. La sua terza parentesi ai Royals (dopo le due in prestito ad inizio anni '90) si conclude con una nuova promozione dalla terza alla seconda divisione nella stagione 2001-2002, dopo che l'anno precedente il club aveva perso la finale play-off; il 6 ottobre 2002, dopo complessive 66 presenze e 3 reti Viveash viene ceduto in prestito per due mesi all'Oxford Utd, con la cui maglia gioca 11 partite in quarta divisione. Successivamente nel gennaio del 2003 fa ritorno allo Swindon Town, con cui conclude la stagione 2003-2004 giocando 15 partite in terza divisione. All'inizio della stagione 2004-2005 trascorre invece un periodo in prestito al Kidderminster, con cui gioca 14 partite in quarta divisione, prima di passare da svincolato all'Aldershot Town, club di Football Conference (quinta divisione e più alto livello calcistico inglese al di fuori della Football League), con cui firma un contratto il 3 dicembre 2004, il giorno dopo la sua rescissione consensuale con lo Swindon Town e con cui nella seconda parte della stagione 2004-2005 gioca 6 partite senza mai segnare. Si è ritirato definitivamente all'età di 38 anni al termine della stagione 2006-2007 dopo un biennio trascorso in Southern Football League (settima divisione) con i semiprofessionisti del Cirencester Town.

### Allenatore
Nella stagione 2007-2008, la prima dopo il ritiro, è rimasto al Cirencester Town come allenatore. In seguito ha allenato per nove anni (dal 2008 al 2017) nelle giovanili del Chelsea: in particolare, tra il 2008 ed il 2011 è stato vice della formazione Under-18, tra il 2011 ed il 2014 ha allenato la formazione Under-18, mentre dal 2014 al 2017 ha allenato la formazione Under-21. Nel 2017 è passato al Coventry City, dove ha assunto il ruolo di vice allenatore alle dipendenze di Mark Robins, con cui il club ha conquistato due promozioni in tre anni, salendo dalla quarta alla seconda divisione.

## Palmarès

### Allenatore

#### Competizioni giovanili
- UEFA Youth League: 2

Chelsea: 2014-2015, 2015-2016